# يوشينوري تاجوشي
يوشينوري تاجوشى (田口 禎則) (ولد 14 سبتمبر 1965) هو لاعب كرة قدم ياباني سابق، شارك في كأس آسيا 1988 في قطر.

## روابط خارجية
- يوشينوري تاجوشي على موقع رابطة كرة القدم اليابانية للمحترفين (اليابانية)
- يوشينوري تاجوشي على موقع عالم كرة القدم.نت (الإنجليزية)

1. ↑  "معلومات عن يوشينوري تاجوشي على موقع data.j-league.or.jp". data.j-league.or.jp. مؤرشف من الأصل في 2018-09-01.
2. ↑  "معلومات عن يوشينوري تاجوشي على موقع worldfootball.net". worldfootball.net. مؤرشف من الأصل في 2019-03-27.